# Nó de âncora

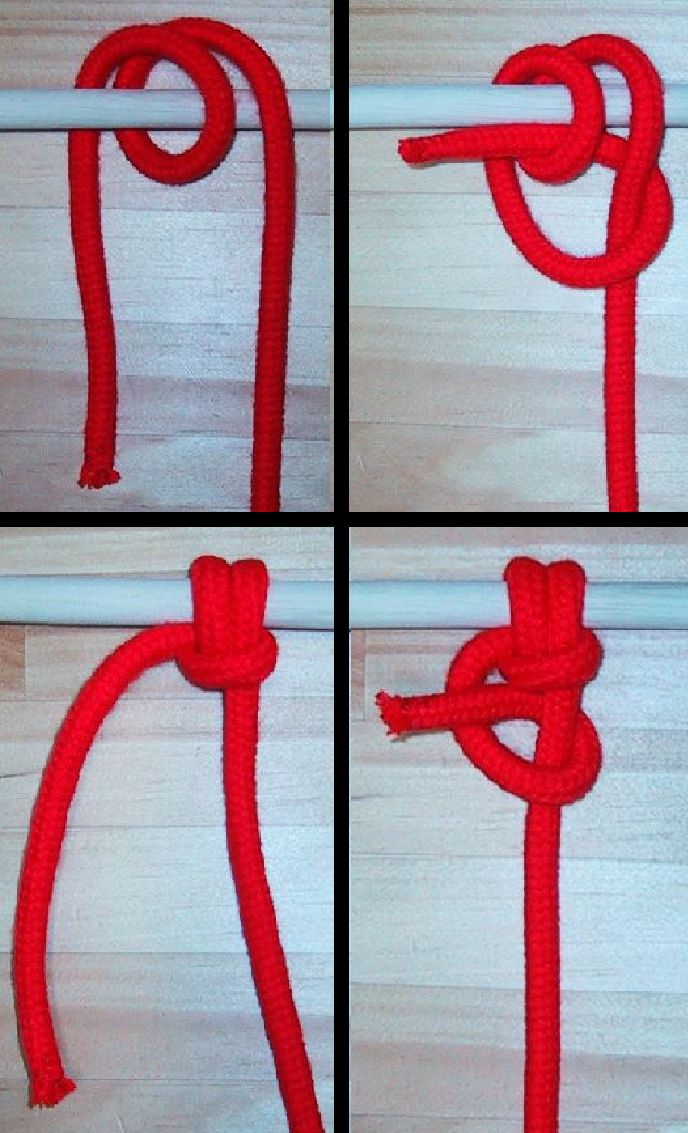
Modo de fazer o Nó de âncora

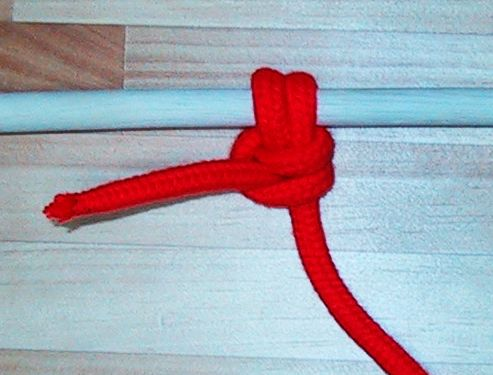
Nó de âncora

O nó de âncora é utilizado para prender firmemente uma âncora, com cabos molhados e escorregadios, permitindo que permaneça atado mesmo com o movimento da água e solavancos.